# Maria Dąbrowska

Maria Dąbrowska

Maria Dąbrowska född 6 oktober 1889 i Russów, död 19 maj 1965 i Warszawa, var en polsk författare.
Dąbrowska studerade naturvetenskap, ekonomi och sociologi i Lausanne, Bryssel och London. Hon var aktiv i det polska socialistpartiet. Hon var talesman för polska PEN-klubben och verksam i den kulturella motståndsrörelsen under tyska ockupationen.
Hennes förnämsta verk är en romancykel i fyra delar, Noce i dnie ("Nätter och dagar", 1932-1936), en släktkrönika som skildrar livet på den polska landsbygden under 1800-talet. Med sin på samma gång poetiska och objektiva prosa och gestaltskapande förmåga anknyter hon till den realistiska traditionen i den europeiska litteraturen. Hon har även skrivit noveller, skådespel och ungdomsböcker. . På svenska finns endast en novell av henne i Polska berättare: en antologi (sammanställd och översatt av Catherine Berg, Berg & Mizerski, 1996)